# Liste der Nummer-eins-Hits in Irland (1987)
Diese Liste enthält alle Nummer-eins-Hits in Irland im Jahr 1987. Es gab in diesem Jahr 27 Nummer-eins-Singles.
| Singles |
| --- |
| - The Housemartins – Caravan of Love - 4 Wochen (13. Dezember 1986 – 9. Januar 1987) - Jackie Wilson – Reet Petite - 3 Wochen (10. Januar – 30. Januar) - Steve Hurley – Jack Your Body - 2 Wochen (31. Januar – 6. Februar) - Aretha Franklin & George Michael – I Knew You Were Waiting (For Me) - 3 Wochen (7. Februar – 27. Februar) - Ben E. King – Stand by Me - 3 Wochen (28. Februar – 20. März) - Boy George – Everything I Own - 2 Wochen (21. März – 3. April) - U2 – With or Without You - 2 Wochen (4. April – 17. April) - The Pogues & The Dubliners – The Irish Rover - 2 Wochen (18. April – 1. Mai) - Starship – Nothing’s Gonna Stop Us Now - 2 Wochen (2. Mai – 15. Mai) - Johnny Logan – Hold Me Now - 4 Wochen (16. Mai – 12. Juni) - U2 – I Still Haven’t Found What I’m Looking For - 1 Woche (13. Juni – 19. Juni) - George Michael – I Want Your Sex - 1 Woche (20. Juni – 27. Juni) - The Firm – Star Trekkin’ - 2 Wochen (28. Juni – 3. Juli) - Pet Shop Boys – It’s a Sin - 2 Wochen (4. Juli – 17. Juli) - Madonna – Who’s That Girl - 1 Woche (18. Juli – 31. Juli) - Los Lobos – La Bamba - 2 Wochen (1. August – 14. August) - Michael Jackson feat. Siedah Garrett – I Just Can’t Stop Loving You - 1 Woche (15. August – 21. August) - Pet Shop Boys feat. Dusty Springfield – What Have I Done to Deserve This? - 1 Woche (22. August – 28. August) - Daniel O’Donnell – Four Track EP - 1 Woche (29. August – 4. September) - U2 – Where the Streets Have No Name - 3 Wochen (5. September – 25. September) - Michael Jackson – Bad - 3 Wochen (26. September – 9. Oktober) - Abigail Mead & Nigel Goulding – Full Metal Jacket (I Want to be Your Drill Instructor) - 1 Woche (10. Oktober – 16. Oktober) - The Bee Gees – You Win Again - 4 Wochen (17. Oktober – 13. November) - George Harrison – Got My Mind Set on You - 1 Woche (14. November – 20. November) - T’Pau – China In Your Hands - 2 Wochen (21. November – 4. Dezember) - Michael Jackson – The Way You Make Me Feel - 1 Woche (5. Dezember – 11. Dezember) - The Pogues feat. Kirsty MacColl – Fairytale of New York - 5 Wochen (12. Dezember 1987 – 15. Januar 1988) |

Siehe auch: Nummer-eins-Hits 1987 in  Australien, Belgien, Dänemark, Deutschland, Finnland, Frankreich, Italien, Japan, Kanada, Neuseeland, den Niederlanden, Norwegen, Österreich, Schweden, der Schweiz, Spanien, den Vereinigten Staaten und im Vereinigten Königreich.